# Desa Pamijahan (administrativ by i Indonesien, lat -6,96, long 108,59)
Desa Pamijahan är en administrativ by i Indonesien.   Den ligger i provinsen Jawa Barat, i den västra delen av landet, 210 km öster om huvudstaden Jakarta.